# Rodel vid olympiska vinterspelen

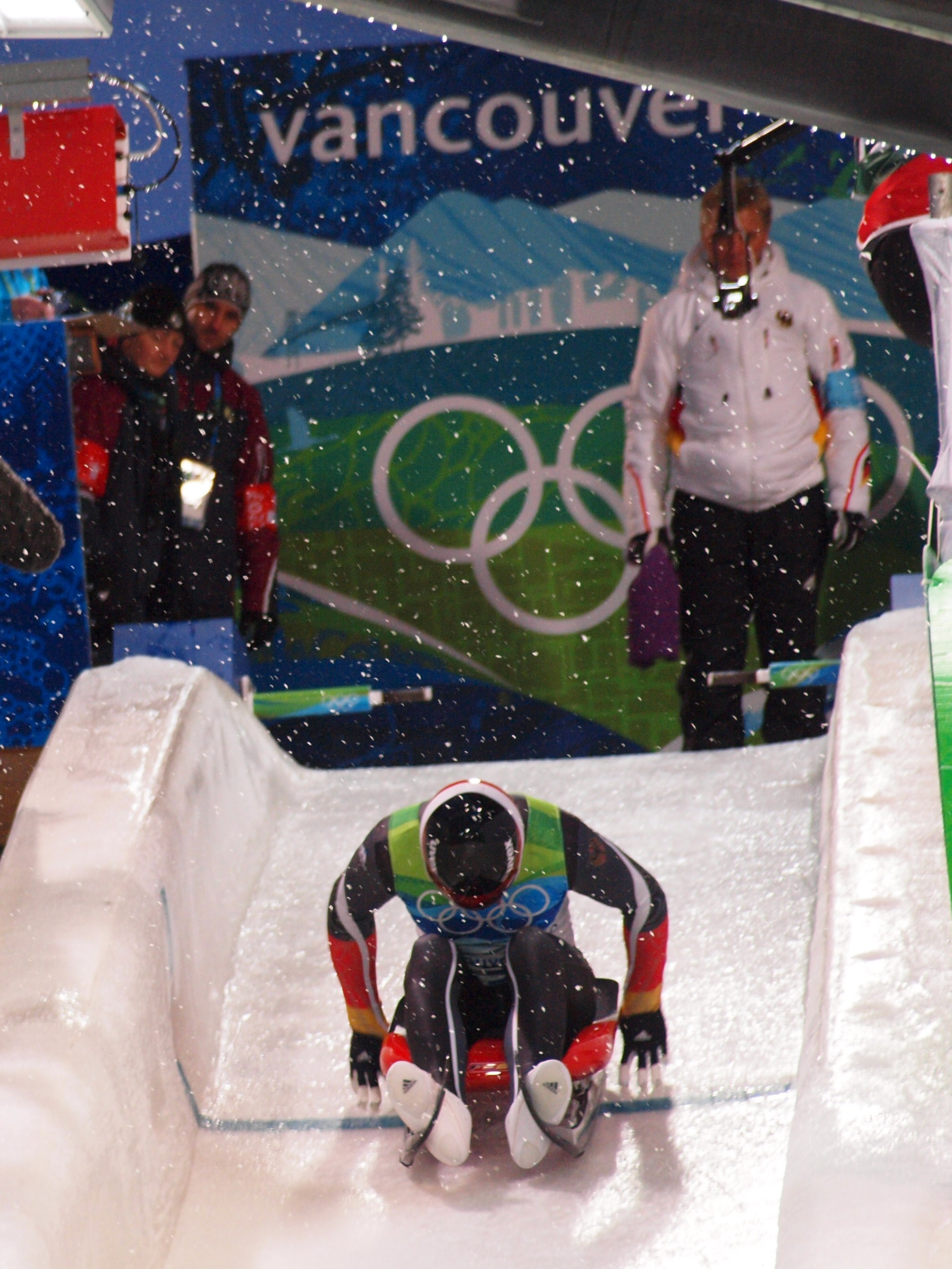
En rodelåkare startar under vinterspelen 2010.

Rodel har varit en olympiska sport sedan olympiska vinterspelen 1964, med både singel för damer och herrar och dubbel. Sedan 2014 hålls också en lagtävling. Dubbeln är tekniskt sett sedan 1994 en mixad gren, för både damer och herrar, men det har endast tävlat lag bestående av två herrar. Tyska olympier, vilka deltagit som Tysklands förenade lag, Västtyskland och Östtyskland, har dominerat tävlingarna med 81 medaljer, varav 34 guld, i 47 tävlingar.

## Grenar
| Gren       | 1964 | 1968 | 1972 | 1976 | 1980 | 1984 | 1988 | 1992 | 1994 | 1998 | 2002 | 2006 | 2010 | 2014 | 2018 |
| ---------- | ---- | ---- | ---- | ---- | ---- | ---- | ---- | ---- | ---- | ---- | ---- | ---- | ---- | ---- | ---- |
| Damsingel  | •    | •    | •    | •    | •    | •    | •    | •    | •    | •    | •    | •    | •    | •    | •    |
| Herrsingel | •    | •    | •    | •    | •    | •    | •    | •    | •    | •    | •    | •    | •    | •    | •    |
| Dubbel     | •    | •    | •    | •    | •    | •    | •    | •    | •    | •    | •    | •    | •    | •    | •    |
| Lagtävling |      |      |      |      |      |      |      |      |      |      |      |      |      | •    | •    |

## Medaljfördelning
| Pl. | Nation                 | Guld | Silver | Brons | Totalt |
| --- | ---------------------- | ---- | ------ | ----- | ------ |
| 1   | Tyskland               | 18   | 10     | 9     | 37     |
| 2   | Östtyskland            | 13   | 8      | 8     | 29     |
| 3   | Italien                | 7    | 4      | 6     | 17     |
| 4   | Österrike              | 6    | 8      | 8     | 22     |
| 5   | Tysklands förenade lag | 2    | 2      | 1     | 5      |
| 6   | Västtyskland           | 1    | 4      | 5     | 10     |
| 7   | Sovjetunionen          | 1    | 2      | 3     | 6      |
| 8   | USA                    | 0    | 3      | 3     | 6      |
| 9   | Ryssland               | 0    | 3      | 0     | 3      |
| 10  | Lettland               | 0    | 1      | 3     | 4      |
| 11  | Kanada                 | 0    | 1      | 1     | 2      |